# Stan & Ollie
Stan & Ollie este un film de comedie–dramă biografic din 2018 regizat de Jon S. Baird. Acesta este o coproducție britanico-canadiano-americană.

## Distribuție
- Steve Coogan – Stan Laurel
- John C. Reilly – Oliver Hardy
- Shirley Henderson – Lucille Hardy
- Danny Huston – Hal Roach
- Nina Arianda – Ida Kitaeva Laurel
- Rufus Jones – Bernard Delfont
- Susy Kane – Cynthia Clark